# 8885 Sette
A 8885 Sette (ideiglenes jelöléssel 1994 EL3) a Naprendszer kisbolygóövében található aszteroida. M. Tombelli és V. Goretti fedezte fel 1994. március 13-án.